# Кобург (остров)
Ко́бург — остров архипелага Земля Франца-Иосифа. Административно относится к Приморскому району Архангельской области России.

## Расположение
Расположен в северной части архипелага в водах пролива Тринингена между островами Карла-Александра и Гогенлоэ на расстоянии 6,5 километра к северо-востоку от побережья острова Карла-Александра и 4,5 километра к югу от Гогенлоэ.

## Описание
Имеет овальную форму длиной около 300 метров. Возвышенностей на острове нет, свободен ото льда, в северной части — каменистые россыпи.
Назван в честь Саксен-Кобург-Готской династии.